# Топорівська сільська рада (Ізяславський район)
Топо́рівська сільська́ ра́да — адміністративно-територіальна одиниця та орган місцевого самоврядування в Ізяславському районі Хмельницької області. Адміністративний центр — село Топори.

## Загальні відомості
Топорівська сільська рада утворена в 1944 році.
- Територія ради: 19,915 км²
- Населення ради: 508 осіб (станом на 2001 рік)

## Населені пункти
Сільській раді підпорядковані населені пункти:
- с. Топори
- с. Топірчики

## Склад ради
Рада складається з 14 депутатів та голови.
- Голова ради: Стрелкова Наталія Володимирівна

### Керівний склад попередніх скликань
| Прізвище, ім'я, по батькові     | Основні відомості                                                         | Дата обрання | Дата звільнення |
| ------------------------------- | ------------------------------------------------------------------------- | ------------ | --------------- |
| Морозюк Петро Петрович          | Сільський голова, 1968 року народження, освіта вища, член Народної партії | 26.03.2006   | 31.10.2010      |
| Морозюк Петро Петрович          | Сільський голова, 1968 року народження, освіта вища, безпартійний         | 31.10.2010   | 09.09.2012      |
| Стрелкова Наталія Володимирівна | Сільський голова, 1980 року народження, освіта вища, член Партії регіонів | 09.09.2012   |                 |

Примітка: таблиця складена за даними сайту Верховної Ради України

### Депутати
За результатами місцевих виборів 2010 року депутатами ради стали:

#### За суб'єктами висування
| Суб'єкт висування                 | Кількість обраних депутатів | %    |
| --------------------------------- | --------------------------- | ---- |
| Партія регіонів                   | 5                           | 35,7 |
| Самовисування                     | 4                           | 28,6 |
| Народна партія                    | 3                           | 21,4 |
| Комуністична партія України       | 1                           | 7,1  |
| Політична партія «Сильна Україна» | 1                           | 7,1  |

#### За округами
| № округу                          | Прізвище, ім'я, по батькові    | Дата визнання обраним | Освіта  | Партійна приналежність                        | Відомості про обраного депутата                     |
| --------------------------------- | ------------------------------ | --------------------- | ------- | --------------------------------------------- | --------------------------------------------------- |
| Комуністична партія України       |                                |                       |         |                                               |                                                     |
| 1                                 | Слобоженюк Дмитро Павлович     | 04.11.2010            | вища    | член Комуністичної партії України             | тимчасово не працює                                 |
| Народна Партія                    |                                |                       |         |                                               |                                                     |
| 10                                | Слобоженюк Галина Григорівна   | 04.11.2010            | вища    | член Народної партії                          | пенсіонер                                           |
| 13                                | Ковальчук Тетяна Іллівна       | 04.11.2010            | вища    | член Народної партії                          | Топорівська сільська рада, бухгалтер                |
| 14                                | Ковальчук Віра Петрівна        | 04.11.2010            | вища    | член Народної партії                          | Топорівська сільська рада, касир                    |
| Партія регіонів                   |                                |                       |         |                                               |                                                     |
| 4                                 | Охремчук Михайло Федорович     | 02.11.2010            | вища    | позапартійний                                 | тимчасово не працює                                 |
| 7                                 | Охремчук Марія Григорівна      | 04.11.2010            | середня | позапартійна                                  | тимчасово не працює                                 |
| 9                                 | Мазур Надія Василівна          | 04.11.2010            | вища    | член Партії регіонів                          | Щуровецька загальноосвітня школа I-III ст., вчитель |
| 11                                | Климова Марія Гнатівна         | 04.11.2010            | вища    | член Партії регіонів                          | Фермерське господарство, голова                     |
| 12                                | Юрчук Андрій Карпович          | 04.11.2010            | середня | член Партії регіонів                          | тимчасово не працює                                 |
| Політична партія «Сильна Україна» |                                |                       |         |                                               |                                                     |
| 6                                 | Мазурчук Микола Іванович       | 04.11.2010            | середня | член Політичної партії «Сильна Україна»       | тимчасово не працює                                 |
| Самовисування                     |                                |                       |         |                                               |                                                     |
| 2                                 | Люлюк Марія Степанівна         | 04.11.2010            | середня | позапартійна                                  | Соціальний робітник                                 |
| 3                                 | Мартинюк Людмила Володимирівна | 11.01.2011            | середня | член Партії регіонів                          | тимчасово не працює                                 |
| 5                                 | Мельник Петро Сергійович       | 04.11.2010            | середня | член Всеукраїнського об'єднання «Батьківщина» | тимчасово не працює                                 |
| 8                                 | Очеретяна Надія Панасівна      | 11.01.2011            | середня | позапартійна                                  | тимчасово не працює                                 |

## Господарська діяльність
Основним видом господарської діяльності населених пунктів сільської ради є сільськогосподарське виробництво. Воно складається із фермерських і індивідуальних селянських господарств. Основним видом сільськогосподарської діяльності є вирощування зернових культур; допоміжним — вирощування овочевих культур і виробництво м'ясо-молочної продукції.
В селах сільради працює 4 магазини, загально-освітня школа I–II ступеня, топорівське поштове відділення.

## Автошляхи
Територією сільської ради, із півночі на південь проходить територіальний автомобільний шлях Корець — Антоніни (Т 1804). На південній околиці сільради проходить регіональний автомобільний шлях Кременець — Ржищів (Н02).